# Rökelse

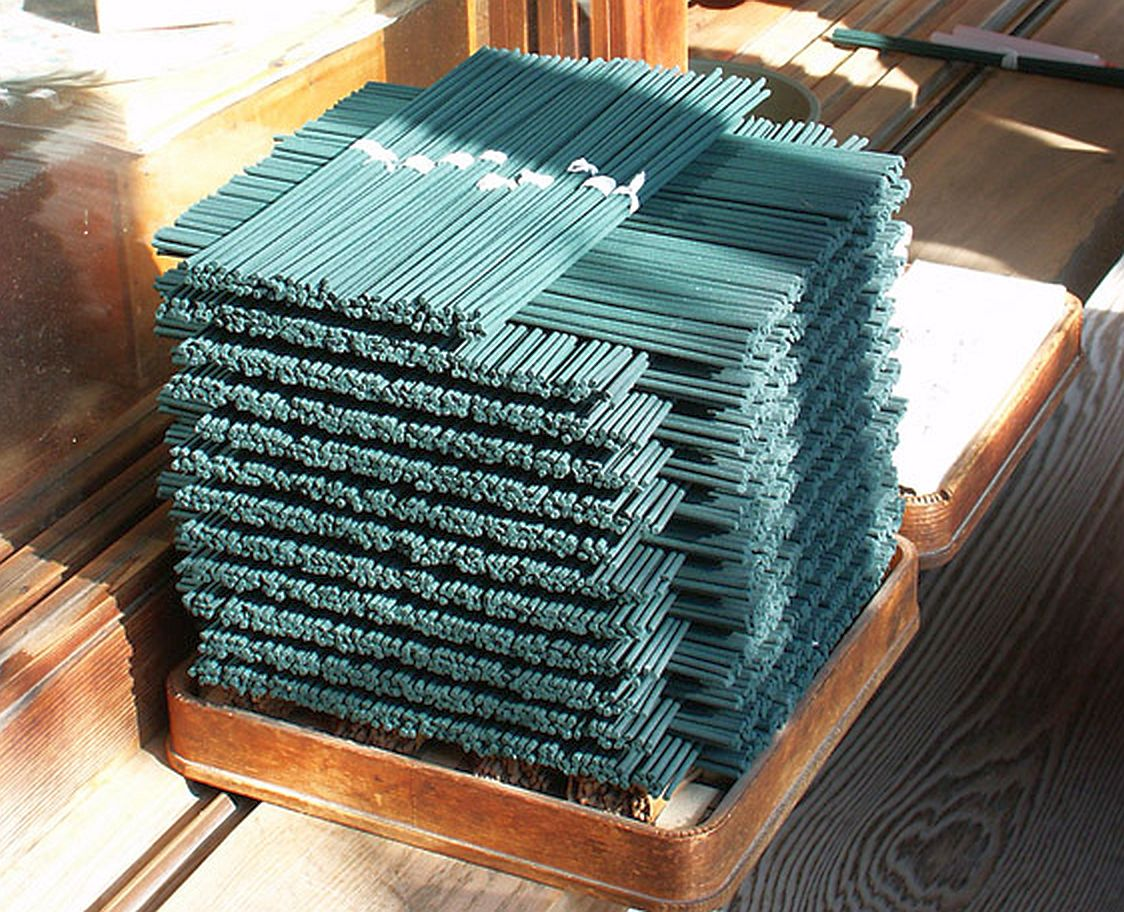
Pall med rökelser i Japan

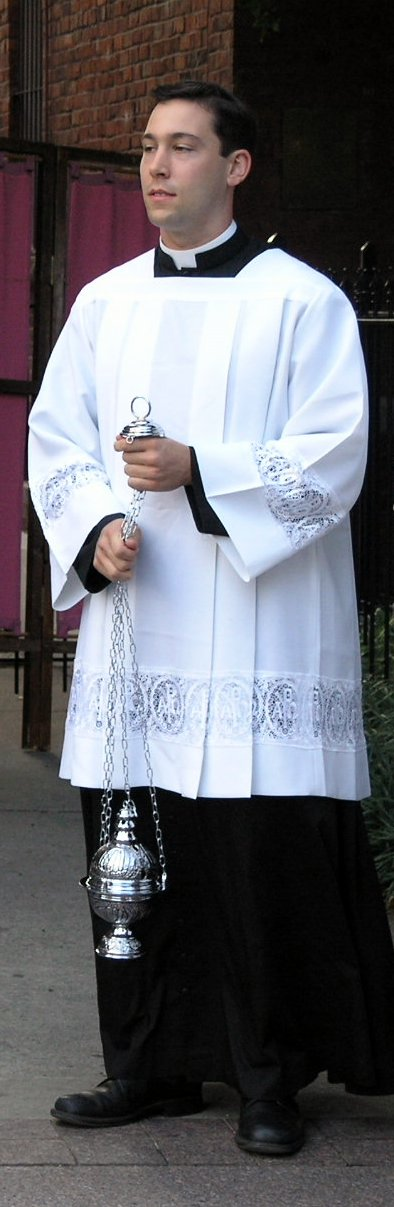
Ministrant med rökelsekar

Rökelse är en blandning av hartser (virakolja) och växtoljor som blandas med andra välluktande ingredienser från växt- och ibland djurriket. Resultatet kan rullas runt bambustickor eller formas till små koner. Rökelsen skall antändas, och ger då ifrån sig aromatiskt doftande rök. Att tända rökelse är ett urgammalt bruk i flera religioner som uttryck för offer och tillbedjan. 

## Rökelsebrännare
Rökelsen kan också vara i form av ett pulver, som då placeras i en rökelsebrännare. Sådana finns i många former, till exempel dekorerade keramikkrus utformade som en liten ugn med skorsten.
I en buddhistisk miljö kan brännaren vara utformad som en ihålig Buddha-figur i brons eller elfenben, som kan lyftas av från det fundament varpå figuren sitter. I fundamentet finns en liten skål, där rökelsepulvret hälles. Sedan detta tänts sätter man tillbaka figuren på fundamentet, och röken tränger då ut genom några små hål, som borrats i Buddhas huvud.
De enklaste brännarna kan köpas på de utländska marknaderna för motsvarande tio kronor, medan en brännare i lyxutförande kan kosta så mycket som 600 kr.

## Användning
Rökelse används främst i religiösa sammanhang men också som stämningsskapare. Det har använts inom islam, buddhismen, katolicismen, den grekisk-ortodoxa kyrkan och den syrisk-ortodoxa kyrkan, liksom inom new age. I kyrkliga sammanhang används ”ren rökelse”, olibanum. Rökelsen symboliserar folkets böner som stiger upp till Gud.
Vid den katolska och ortodoxa kyrkans ritualer brännes rökelsen i en elegant ampel hängande i några kedjor, ett rökelsekar. Rökelsekaret bärs omkring av en präst eller ministrant, som svänger den fram och tillbaka så att röken sprids väl i lokalen. 

## Historik
Användning av rökelse har förekommit i österlandet i många tusen år. En välkänd situation är Bibelns berättelse om de österländska stjärntydarna som frambar guld, rökelse och myrra som kostbar gåva till det nyfödda Jesusbarnet i Betlehem. På Jesu tid kunde rökelse vara dyrare än guld. Nu för tiden är rökelse mycket billigare.

## Ämnen för rökelse
En mängd olika dofter är möjliga att åstadkomma. Boswelliaträdet som nämnts ovan, hör hemma i Mellanöstern. De finaste sorterna växer i Oman och Jemen. Det är boswelliaträ som ger den ovannämnda olibanum, som används kyrkligt.
I Sverige används ofta ambra, jasmin, patchouli och sandelträ. I många kulturer, i synnerhet på arabiska halvön, är rökelsen oud mycket populär. Oud utvinns från örnträdet som växer i bland annat Kambodja, Thailand och Indien.